# Diego Falconí
Diego Falconí Trávez (Quito, 1979) es un abogado, catedrático y ensayista ecuatoriano. Entre los reconocimientos que ha obtenido se cuente el Premio Casa de las Américas, que obtuvo en 2016 por su libro De las cenizas al texto. Las áreas de estudio en sus obras incluyen temáticas como el género, las sexualidades, las teorías descoloniales, los estudios andinos y las disidencias sexuales.

## Biografía
Nació en 1979 en Quito, provincia de Pichincha. Realizó sus estudios superiores en la Universidad San Francisco de Quito, donde obtuvo el título de abogado con especialidad de derechos humanos, con énfasis en género y perspectiva GLBTT. Posteriormente obtuvo un doctorado en literatura comparada y teoría de la literatura en la Universidad Autónoma de Barcelona.
Ganó la edición de 2016 del Premio Casa de las Américas en la categoría ensayo por su obra De las cenizas al texto. Literaturas andinas de las disidencias sexuales en el siglo XX. El jurado, que le otorgó el premio de forma unánime, destacó el estilo y prosa de Falconí y describió la obra como «una mirada profunda en términos de análisis y crítica sobre los escritores elegidos y sus obras». En el libro, que Falconí trabajó originalmente como su tesis universitaria, Falconí explora la obra de autores como Pablo Palacio, Julieta Paredes, Fernando Vallejo, Jaime Bayly y Adalberto Ortiz.
En 2018, publicó como editor la obra Inflexión Marica. Escrituras del descalabro gay en América Latina. La obra, que recopila una serie de ensayos de distintos autores sobre la identidad gay y la diversidad sexual en América Latina desde el arte y la literatura, fue elegida en 2022 por el diario El Universo entre sus obras LGBT recomendadas de autores ecuatorianos.
En su faceta como catedrático, Falconí labora como profesor e investigador del colegio de jurisprudencia de la Universidad San Francisco de Quito. Adicionalmente, es director de la revista de derecho de la universidad, Iuris Dictio y codirector del grupo de investigación Intertextos.

### Vida personal
Falconí es abiertamente homosexual y reivindica el uso de la palabra «maricón» como forma de identificación, dado que, en su opinión, palabras como «gay» tienen connotaciones clasistas y colonialistas desde el norte global.

## Obras
- Las entrañas del sujeto jurídico. Un diálogo entre la literatura y el derecho (2012)[1]
- De las cenizas al texto. Literaturas andinas de las disidencias sexuales en el siglo XX (2016)

### Editor
Como editor, Falconí ha publicado las siguientes obras:
- Me fui a volver. Narrativas, autorías y lecturas teorizadas de las migraciones ecuatorianas (2014)[13]
- A medio camino. Intertextos entre la literatura y el derecho (2016)
- Inflexión Marica. Escrituras del descalabro gay en América Latina (2018)